# DFB-Pokal der Frauen 1980-1981
La DFB-Pokal der Frauen 1980-1981 è stata la 1ª edizione della Coppa di Germania riservata alle squadre femminili. La finale si è svolta a Stoccarda ed è stata vinta dal SSG Bergisch Gladbach per 5-0 contro il TuS Wörrstadt. Questa edizione è stata l'unica in cui la competizione è stata organizzata con partite di andata e ritorno. 

## Primo Turno
| Squadra 1              | Totale | Squadra 2           | Andata | Ritorno |
| ---------------------- | ------ | ------------------- | ------ | ------- |
| Komet Brema            | 0 - 21 | Meteor 06           | 0 - 14 | 0 - 7   |
| KBC Duisburg           | 3 - 2  | Eintracht Wolfsburg | 1 - 1  | 2 - 1   |
| SSG Bergisch Gladbach  | 5 - 2  | TSV Siegen          | 3 - 1  | 2 - 1   |
| FV Bellenberg          | 5 - 6  | TSV Hungen          | 4 - 2  | 1 - 4   |
| Hellas Marpingen       | 0 - 3  | Bad Neuenahr        | 0 - 1  | 0 - 2   |
| SV Schlierstadt        | 14 - 1 | Rheinfelden         | 8 - 1  | 6 - 0   |
| Inter Bergsteig Amberg | 1 - 4  | TuS Wörrstadt       | 0 - 0  | 1 - 4   |
| TSV Wedel              | 2 - 1  | SG Thumby           | 1 - 1  | 1 - 0   |

## Quarti di finale
| Squadra 1       | Totale | Squadra 2             | Andata | Ritorno |
| --------------- | ------ | --------------------- | ------ | ------- |
| Meteor 06       | 10 - 4 | TSV Wedel             | 5 - 1  | 5 - 3   |
| KBC Duisburg    | 2 - 3  | SSG Bergisch Gladbach | 0 - 0  | 2 - 3   |
| TSV Hungen      | 2 - 3  | Bad Neuenahr          | 1 - 2  | 1 - 1   |
| SV Schlierstadt | 3 - 5  | TuS Wörrstadt         | 1 - 2  | 2 - 3   |

## Semifinali
| Squadra 1             | Totale | Squadra 2    | Andata | Ritorno |
| --------------------- | ------ | ------------ | ------ | ------- |
| TuS Wörrstadt         | 2 - 0  | Meteor 06    | 1 - 0  | 1 - 0   |
| SSG Bergisch Gladbach | 9 - 0  | Bad Neuenahr | 6 - 0  | 3 - 0   |

## Finale
| Arbitro: | Winfried Walz (Waiblingen) |

|                                                         |           |  |
| Kresimon 17’, 34’, 69’ Degwitz 38’ Trabant-Haarbach 52’ | Marcatori |  |